# Кимия Ализаде
Кимия Ализаде (на персийски: کیمیا علیزاده زنوزی) е иранска таекуондистка, представлявала също така и олимпийския отбор на бежанците и България.
Ализаде е бронзова медалистка от олимпийските игри в Рио де Жанейро през 2016 година и Париж през 2024 година, както и носителка на сребърен и бронзов медал от световните първенства през 2015 г. и 2017. Европейска шампионка за 2024 г. до 62 килограма.

## Биография
Родена е в Карадж в семейство от ирански и азербайджански произход. До 2016 г. второто ѝ име е некоректно записвано като Зоноорин.
На 10 януари 2020 г. обявява, че напуска Иран и няма повече да се състезава за родината си, като причината, която изтъква, е несъгласие с политическия режим в страната си. На олимпийските игри в Токио през 2021 година първоначално изявява желание да се състезава за Германия, но в крайна сметка представлява олимпийския отбор на бежанците.
В Instagram тя обявява, че е дезертирала поради ограниченията на жените в Иран, наричайки себе си „една от милионите потиснати жени в Иран, с които управляващите в страната си играят от години“. „Взимаха ме, където пожелаят, обличах каквото ми нареждаха, повтарях всяко изречение, което ми диктуваха. Винаги когато имаше възможност ме експлоатираха“, пише тя, добавяйки, че заслугата е на тези, които управляват. Освен това тя пише, че не иска повече да седи на масата на лицемерието, лъжата, несправедливостта и ласкателството, нито да остане съучастник в „корупцията и лъжите“ на режима. В месеците преди нейното дезертиране редица известни ирански спортни фигури също решават да напуснат страната или да спрат да я представляват.
През март 2024 г. Българската федерация по таекуондо обявява, че е постигнала договореност с Ализаде вече да се състезава за България. Така тя участва за България на Европейското първенство през 2024 г. и на олимпийските игри в Париж през същата година. По този начин става единственият представител на страната в този спорт.
На олимпийските игри в Париж през 2024 година печели бронзов медал в своята категория, като това е и първият медал за България в таекуондото.